# TJ Avia Čakovice
TJ Avia Čakovice je sportovní klub z pražské čtvrti Čakovice, který momentálně dosahuje největších úspěchů v národní házené a nohejbalu. V sezoně 2010/11 se účastní 1. ligy národní házené mužů a české nohejbalové extraligy mužů v roce 2010 (pozn. nohejbalové ligové soutěže se hrají způsobem jaro - podzim). Kromě nohejbalu a národní házené se klub také ještě věnuje následujícím sportům: aerobik, fotbal, jachting, lyžování, stolní tenis, tenis, volejbal a v majetku klubu jsou také ještě 2 padesátimetrové bazény, byť v klubu neexistuje ani plavecký oddíl, ani oddíl vodního póla. Ve většině sportů klub používá pro domácí zápasy svisle pruhované modrobílé dresy a pro zápasy venku dresy zelené.

## Národní házená
Největším úspěchem oddílu národní házené je mistrovský titul mužů z roku 2003. V sezóně 2009/10 skončil tým v 1. lize na 8. místě a nepostoupil do playoff. Rezervní B-tým mužů hraje v sezóně 2010/11 středočeský oblastní přebor mužů a oddíl žen hraje v sezóně 2010/11 středočeský oblastní přebor žen.

## Nohejbal
Největším úspěchem oddílu nohejbalu je účast v extraligovém finále playoff v roce 2009. V roce 2010 tým skončil v extralize po základní části na 7. místě a momentálně hraje v soutěži o záchranu.

## Fotbal
Fotbalový oddíl v sezóně 2010/11 hraje II. třídu, v minulosti klub odchoval následující 4 československé reprezentanty:
- Jan Hertl – v letech 1952–58 celkem 23 reprezentačních startů, účastník MS 1954 ve Švýcarsku a MS 1958 ve Švédsku, ligový hráč Sparty (1950–52 a 1957–63), Dukly (1952–56) a Motorletu (1963–64), střelec 1 reprezentační a 25 ligových branek.
- Jiří Čadek – v letech 1957–58 celkem 3 reprezentační starty, účastník MS 1958 ve Švédsku, ligový hráč Dukly (1954–71), za Duklu odehrál celkem 328 ligových zápasů a nevstřelil ani jednu branku!
- Josef Jurkanin - v letech 1967–75 celkem 12 reprezentačních startů, účastník MS 1970 v Mexiku, ligový hráč Sparty (1966–75), Teplic (1975–77) a Slávie (1977–79), střelec 2 reprezentačních a 48 ligových branek.
- Oldřich Urban – v roce 1970 celkem 2 reprezentační starty, ligový hráč Sparty (1968–77), střelec 35 ligových branek.